# Artieda
Artieda és un municipi d'Aragó situat a la província de Saragossa i enquadrat a la comarca de la Jacetània.
La temperatura mitjana anual és de 11,8° i la precipitació anual, 737 mm.
Anualment se celebra el festival Esfendemos a Tierra, organitzat per la joventut d'Artieda, l'ajuntament d'Artieda, i el Bloque Independentista de Cuchas fins 2015, i a partir de llavors Purna, amb música, cultura, activitat i propostes, amb zona de acampada i autobús per arribar des de diferents punts de l'Aragó.